# Juac-Hütte
Die Juac-Hütte (italienisch Rifugio Juac, ladinisch Utia de Juac) ist eine private Schutzhütte in Gröden in den Südtiroler Dolomiten auf einer Höhe von 1903 m s.l.m. an der Westseite des Stevia-Massivs in der Puezgruppe. Die Hütte bietet ganzjährig Übernachtungsmöglichkeiten in Form eines 16-Betten- und eines 4-Bett-Raums an. Die direkt neben der Grenze zum Naturpark Puez-Geisler gelegene Alm dient als Ausgangspunkt für Wanderungen und Klettertouren in der Geislergruppe und der Puezgruppe.

## Geschichte
Eine erste Hütte wurde 1966 errichtet. Diese wurde im Jahr 2002 abgerissen. Der heutige Neubau wurde 2003 eingeweiht.

## Lage
Die Hütte liegt auf einer teilweise bewaldeten Hochebene, die als Juac oder Juac-Alm in Karten vermerkt ist. Diese liegt in eine Höhe zwischen 1800 m und 1900 m. An der Ostseite steigen die Felswände des Stevia-Massivs auf. Nördlich und westlich ist die Hochebene durch das Tal des Cislesbachs und südlich durch jenes des Grödner Bachs begrenzt.

## Touren

### Aufstieg
- Vom Wolkensteiner Ortsteil Daunëi kann der Aufstieg zur Hütte in etwa 45 Minuten geschafft werden.
- Alternativ  kann der Zugang von St. Christina über das Cislesbachtal von der Ortsmitte in 90 Minuten bzw. von der Talstation der Col-Raiser-Seilbahn in 75 Minuten erfolgen.

### Übergänge
- Nach kurzem Abstieg in das Cislestal und weiterem Aufstieg in diesem Tal kann die Regensburger Hütte (2037 m) in etwa 45 Minuten erreicht werden.
- Der Weg zur auf der Steviahochebene gelegenen Steviahütte (2312 m) führt nach steilem Aufstieg über die Silvesterscharte in etwa 1,5 Stunden.

### Gipfel- und Tagestouren
- Den höchsten Punkt des Stevia La Piza erreicht man in zwei Stunden über die Silvesterscharte und Steviahütte. Ein Rundweg mit einer Wegzeit von 3,5 Stunden ergibt sich durch den Abstieg über die Pizascharte und das Cislestal.
- Für den Aufstieg zum Col dala Pieres (2747 m) über die Steviahochebene müssen mindestens drei Stunden eingeplant werden. Mit nachfolgendem Abstieg über die Furcela de Forces de Dieles, das Roatal und die Regensburger Hütte kann ein Rundweg in fünf bis sechs Stunden erwandert werden.
- Die an der Westseite des Steviamassivs gelegenen Felsentürme Juac-Turm (2350 m) und Firenze-Turm (2493 m) können für Kletterer lohnende Ziele sein.